# Celos

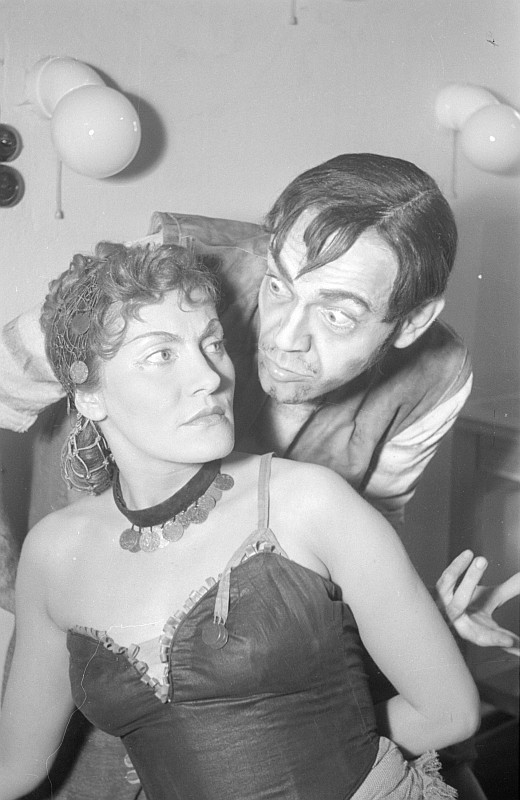
Josef Burgwinkel y Tiana Lemnitz escenifican una escena de celos.

Los celos (también celambre o celera) son una respuesta a una ruptura del equilibrio emocional que surge cuando una persona percibe la amenaza o siente la posibilidad de pérdida hacia algo que considera propio. Si bien se puede experimentar celos en muchos tipos de relaciones (p. ej., entre hermanos o amigos) comúnmente, se denomina celos en particular a los celos amorosos, celos sentimentales, celos románticos, o achares, esto es, a la inseguridad creada por la sola probabilidad, sospecha o inquietud de que la persona amada preste atención en favor de otra, generando incomodidad. Es tomada como una forma de posesión sobre otra persona, aunque la duda constante sobre si se posee o no a la otra persona sea la que desate la incomodidad. Por esta razón, también se mal conoce así al sentimiento de envidia hacia el éxito, posición o posesión de otra persona.
White (1981) definió los celos como una combinación multifacética de pensamientos, emociones (p. ej., ira, miedo, tristeza) y comportamientos que surge en respuesta a amenazas reales o percibidas contra la calidad o existencia de una relación. Estas amenazas son a menudo generadas por el miedo a potencialmente perder la pareja ante un «rival o competidor real o imaginado».Sus manifestaciones son diversas, yendo desde una leve inquietud hasta una angustia intensa, girando a menudo alrededor de ansiedades relacionadas con la fidelidad, atención o afecto de una pareja.
Los celos son una experiencia típica en relaciones humanas, y se han observado en bebés de tan sólo cinco meses. Algunos investigadores afirman que los celos se ven en todas las culturas y son un rasgo universal. Sin embargo, otros afirman que los celos son una emoción específica de una cultura.
Los celos pueden ser sospechosos o reactivos, y a menudo se refuerzan como una serie de emociones particularmente fuertes y se construyen como una experiencia humana universal. Psicólogos han propuesto varios modelos para estudiar los procesos subyacentes a los celos y han identificado factores que dan lugar a los celos. Sociólogos han demostrado que las creencias culturales y valores juegan un papel importante en la determinación de lo que desencadena los celos y lo que constituye expresiones socialmente aceptables de celos. Biólogos han identificado factores que pueden influir inconscientemente en la expresión de los celos. 
A lo largo de la historia, los artistas también han explorado el tema de los celos en pinturas, películas, canciones, obras de teatro, poemas y libros, y teólogos han ofrecido perspectivas religiosas de los celos basadas en las escrituras de sus respectivas creencias.

## Etimología y significado
La palabra proviene del bajo latín zelosus (lleno de celo), a su vez de la palabra ζῆλος (zēlos) del griego, a veces referida a sentir celos, pero más a menudo en sentido positivo «emulación, ardor, celo» (con la raíz ζεῖν [zeîn], que connota «hervir, fermentar» o «levadura»). El vocablo «celo» en el lenguaje bíblico se vendría a conocer como «no tolerar infidelidad alguna».
La Real Academia Española recoge varios significados de «celo»,en el sentido de cuidado, diligencia, esmero o entusiasmo, pero también y más en línea con el uso contemporáneo de «celos», lo define como «Envidia del bien ajeno, o recelo de que el propio o pretendido llegue a ser alcanzado por otra persona» y «sospecha, inquietud o temor de que la persona amada deposite su cariño en otra».Como destaca esta definición, es difícil separar del todo su significado del de la palabra «envidia», y ambas palabras son comúnmente usadas de manera intercambiable. La distinción entre ambas emociones es aún motivo de debate, aunque un estudio de Parrott y Smith (1993) en los Estados Unidos encontró que existen diferencias: La envidia estaba caracterizada por sentimientos de inferioridad, anhelo, resentimiento y desaprobación de la emoción, en tanto que los celos se caracterizaban por el miedo a la pérdida, desconfianza, ansiedad e ira.Clanton enfatiza, en este sentido, que a diferencia de la envidia los celos implican «una reacción protectora ante una amenaza percibida a una relación valorada o a su cualidad»,en particular cuando una persona cree que una relación marital o romántica está amenazada por un tercero o tercera real o imaginado.
Desde que William Shakespeare utilizara términos como «monstruo de ojos verdes», el color verde se ha asociado con los celos y la envidia, de donde se deriva la expresión «verde de envidia».

## Tipos de celos y características

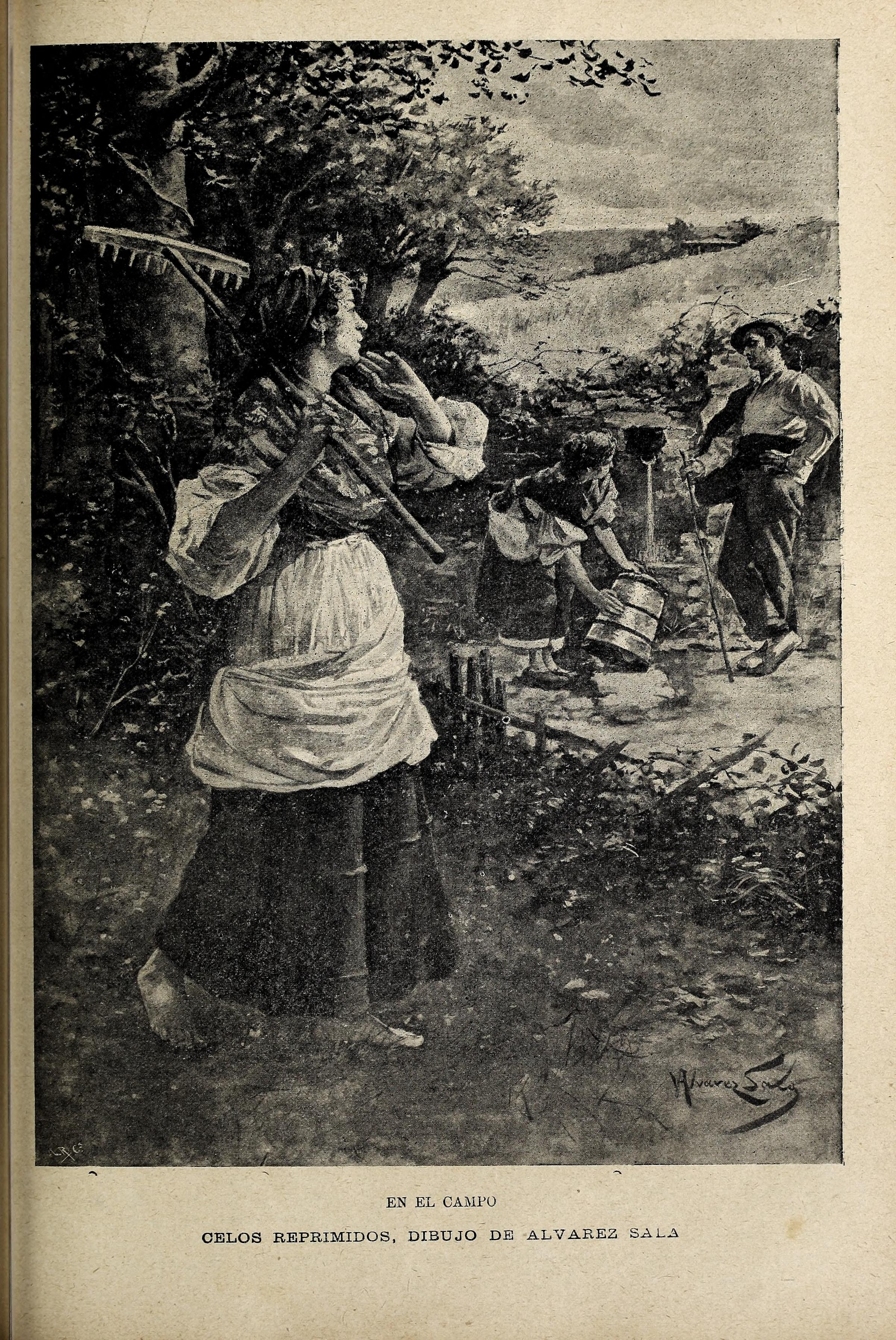
«En el campo. Celos reprimidos», de Álvarez Sala (Blanco y Negro, 8 de octubre de 1898)

- Celos de confraternidad: son los llamados celos de un hijo que va a tener un nuevo hermano, al cual dedican toda su atención sus padres, lo cual causa mucha incomodidad en el infante que ha estado acostumbrado a recibir el cariño solo a él y será cuestión de tiempo para que acepte que su hermano y él obtendrán el mismo cariño; en ocasiones, sin embargo, esos celos perduran hasta la adolescencia e incluso hasta la edad adulta y aquí se presenta un tipo de celos más cercano al odio, que puede llegar a tener consecuencias negativas en los hermanos menores.[cita requerida]
- Celos juveniles: se presentan en relaciones juveniles en la adolescencia, cuando un adolescente empieza a buscar su pareja y cuando otro ya la ha conseguido tiene celos de esta persona al tener lo que él desea; por ejemplo, un chico se enamora de una chica, pero a esta la corteja otro chico, lo que despierta la rabia y celos del primer chico. Asimismo, ver a una pareja interactuar digitalmente con alguien en las redes sociales puede resultar amenazador para los adolescentes.[26]
- Celos amorosos: muchos[¿quién?] filósofos, científicos, religiosos, grandes eruditos y neurólogos defienden la teoría de que «celos» se refiere a la envidia y el egoísmo de una persona atraída al sexo opuesto que está siendo pretendida por otro individuo de su mismo género, es decir celos es: hombre enamorado + mujer + otro hombre enamorado de la misma mujer = celos, o viceversa, mujer enamorada + hombre + otra mujer enamorada del mismo hombre = celos, aunque este sentimiento también se puede dar en individuos del mismo género.[cita requerida]

Ahora muchos[¿quién?] concuerdan en el sentido que los celos de los varones son más fuertes que los de las mujeres, ya que su cerebro tiene más amplia la hipófisis, que controla este sentimiento,[cita requerida] y la testosterona hace que su instinto de procreación y de protección hacia sus hembras lo hagan perder más fácilmente la cordura, y comenzar a experimentar los celos.[cita requerida] Por supuesto, los celos también se presentan en las relaciones donde ambos miembros de la pareja son varones y en las relaciones donde ambos miembros de la pareja son mujeres.[cita requerida]
Con respecto a los celos amorosos o románticos, Rydell y Bringle (2007) sugirieron dos subtipos: celos reactivos, que se refieren a la respuesta emocional ante evidencia incontrovertible de una infidelidad por parte de la pareja, y los celos sospechosos o celos de desconfianza, que corresponden a pensamientos y comportamientos de alguien en respuesta a una sospecha de infidelidad sin que haya evidencia clara. Investigaciones han encontrado que los celos reactivos no parecen ser problemáticos para las relaciones románticas y a menudo se asocian con resultados relativamente positivos (por ejemplo, mayor confianza, mayores niveles de satisfacción en la relación, mayores sentimientos de amor, menores celos crónicos), mientras que los celos sospechosos son más problemáticos para las relaciones, y se asocian con mayor inseguridad, mayores niveles de apego ansioso, más celos crónicos y menor autoestima).La literatura investigativa también distingue entre celos enfocados en el presente y en un potencial futuro, y celos retroactivos, que se refieren a un interés malsano por la historia romántica/sexual de una pareja y que tienen un efecto perjudicial en quienes los padecen y en las relaciones.
Según Pfeiffer y Wong (1989), los celos románticos incluyen tres componentes distintos: cognitivos, emocionales y conductuales. De acuerdo con esta categorización, los celos se manifiestan cognitivamente como pensamientos y preocupaciones paranoicos, emocionalmente como sentimientos negativos tales como el miedo o la tristeza, y conductualmente como acciones de vigilancia, tales como espiar a la pareja o revisar su teléfono o correo electrónico.

## Celos patológicos (celopatía)

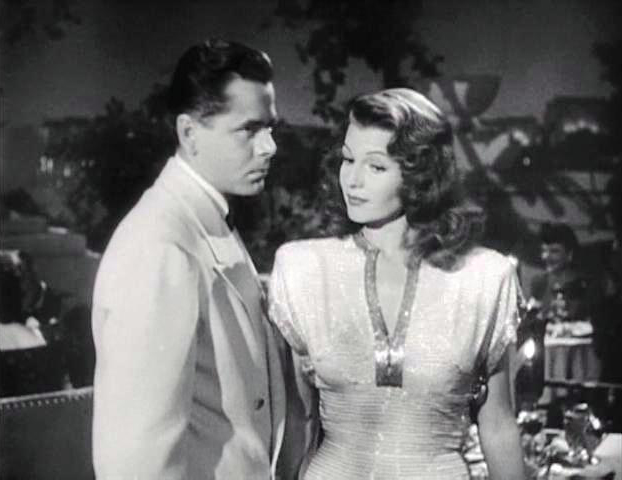
Glenn Ford caracteriza a un hombre dominado por los celos en la película Gilda (1946) con Rita Hayworth.

La psicología actual explica que los celos son la respuesta natural ante la amenaza de perder una relación interpersonal importante para la persona celosa.[cita requerida] Los celos parecen estar presentes en todas las personas, indistintamente de su condición socioeconómica o forma de crianza y se pueden manifestar en personalidades que aparentemente parecían seguras de sí mismas. Una característica en común, frecuente en las personas celosas, es que suelen tener rasgos de egoísmo. Los celos también tienen relación con la vergüenza que es una respuesta natural del organismo. Muchas personas, una vez que los experimentan, se sorprenden de sí mismas ya que ni siquiera sospechaban que los padecerían en primer lugar. Los celos pueden ser sanos cuando lo que se demanda es algo que se debe hacer sobre una base de equidad en la pareja; sin embargo acudir a este tipo de conducta refleja carencias personales muy profundas.[cita requerida]
Los celos parecen encontrarse en todas las culturas, y parecen ser un componente integral de las relaciones románticas. Si bien alguna medida de celos no parece problemática, la experiencia de celos de algunas personas puede ser tóxica y potencialmente peligrosa. Los celos pueden llevar a que se termine una relación sentimental e incluso llevar a comportamientos violentos como el acoso, la violencia doméstica y física, y en casos extremos al homicidio.Los celos mal llevados al extremo constituyen una patología fuertemente autodestructiva, generalmente denominada celotipia, celopatía, o celosía; quien padece esta condición «vive» en un estado de infelicidad, en función de sus miedos y sospechas de engaño, muchas veces completamente infundados y prácticamente no acepta otra condición de verdad que no sean las evidencias que confirman su inseguridad en la relación.[cita requerida]Los celos patológicos pueden manifestarse indistintamente en hombres o mujeres.[cita requerida]
La prevención está relacionada con el aprendizaje durante la infancia de los valores de la tolerancia, el respeto y el reconocimiento de los derechos del otro.[cita requerida] Además también pueden prevenirlos una buena comunicación en la pareja. Una vez desarrollados los celos, la terapia psicológica  puede ser muy útil si es que no hay una patología subyacente, como el alcoholismo. Si hay una patología subyacente, la terapia psicológica debe abordarla. En los casos de delirio, el enfoque es farmacológico.
El celo carnal se expresa cuando se hacen demandas inapropiadas y cuando ejercen sentimientos enfermizos porque las demandas no son satisfechas. Este sentimiento refleja una cierta inseguridad emocional por perder dominio o sentir menoscabo en una relación interpersonal.[cita requerida] Los celos se manifiestan ante la aparición de una situación o persona que el yo-interno clasifica como mucho más dominante y competitiva.[cita requerida]  Los celos provocan que el sujeto que los padece, se sienta vulnerado y ejerza un predominio de la persona objeto del celo, atrapándola en una red de circunstancias opresivas tales como privarla de la libertad, aislarla, seguirla al trabajo, revisar sus relaciones externas, buscar una evidencia de traición etc.
Además de las circunstancias causadas por el libre albedrío que todo el mundo tiene,  es la cuestión principal de los celos de origen psicológico.   Los estudios de Egene W. Mathes, de la Western Illinois University, quien realizó experimentos de campo para comprobar las hipótesis de Greg White respecto a los celos, la persona «celosa» (A) siente celos en su relación con la persona «celada» (B) al aparecer el «intruso» (C) - que puede ser otra persona o circunstancia - debido a dos razones fundamentales:
1. La pérdida de la relación representaría la pérdida de las recompensas y beneficios que dicha relación reportaba: la persona celosa ya no podrá compartir momentos de buena calidad o gratos con la persona celada: ya no conversarán, jugarán, o dormirán juntas, por ejemplo.
2. La pérdida merma la seguridad en sí mismo o autoestima: para la persona celosa (A), la persona celada (B) habría de elegir entre ella (A) y el «intruso» (C) y habría optado por el último (C), lo que sugeriría que (C) es más importante o mejor que (A).

Este «intruso» (C) puede ser otra persona (por ejemplo el nacimiento de un nuevo hermano en el contexto familiar), o alguna situación externa (por ejemplo cuando la esposa ingresa a trabajar por primera vez y dedica menos tiempo al hogar, o surge una buena amistad a (B).
Esta situación entre (A) y (B) puede ser creada también por el entorno de trabajo, amistades o familia, aunque no tengan un interés directo en la relación entre ambos (envidia).
Frecuentemente cuando hablamos de personas celosas nos encontramos un perfil definido por la pasión, la ansiedad, el neuroticismo e incluso algo de sadomasoquismo.[cita requerida] Estas personas tienen un profundo sentimiento de abandono, que la otra persona se ha reído de ellos y sus sentimientos, que los han utilizado. Todo esto les puede llevar del amor al odio en cuestión de segundos y el objeto de su amor pasa a ser el objeto de su actual odio.[cita requerida] Cuando se llega a esta situación es cuando se pueden producir las agresiones físicas y psicológicas.[cita requerida]

### Celos patológicos y violencia doméstica
Si bien la mayoría de culturas rechaza la infidelidad, en muchas de ellas la infidelidad (o su sospecha) por parte de las mujeres es considerada menos aceptable que la de los hombres, y puede ser considerada motivo de revancha o venganza contra quienes cometieron el adulterio, incluyendo abuso psicológico (p. ej., insultos, amenazas, ser ignoradas por parte de su pareja o comportamientos controladores), abuso físico o sexual o incluso en casos extremos, crímenes de honor.Según la Oficina de Naciones Unidas contra la Droga y el Delito (UNODC), aproximadamente 71% de todas las víctimas de homicidios cometidos por parejas íntimas en 75 países entre 2015 y 2021 fueron mujeres o niñas.
En estudios realizados en todo el mundo se ha reportado que mujeres infieles o simplemente sospechosas de infidelidad sufren violencia física, desde bofetadas y mordiscos, hasta violencia que les hizo temer por su vida, como puñetazos, asfixia, encierro, o que les pusieran una pistola en la cabeza. Entre los acontecimientos desencadenantes de estos actos de violencia se incluyeron conductas como que una mujer volviera a casa más tarde de lo esperado, o que su pareja la viera hablando con otro hombre,situaciones que algunos hombres consideran una amenaza directa a su masculinidad, bajo el supuesto de que los hombres que no tienen control sobre su pareja carecen de «dignidad y respeto». Otros desencadenantes incluyen que las mujeres estén fuera de casa (o que pidan permiso para salir) cuando sus maridos sospechan que están interesadas en otros hombres, llamadas telefónicas o mensajes de texto de la mujer, y embarazos en los que la pareja sospecha que es resultado de una infidelidad. Un estudio realizado en Ecuador, por ejemplo, reportó que se consideraba habitual y esperado que celos románticos masculinos fueran seguidos de violencia física hacia la pareja, como un mecanismo para reafirmar el control y la autoridad masculinos. Negarse a mantener relaciones sexuales es a menudo considerado también como una sospecha de infidelidad y por tanto puede verse seguido de violencia física y psicológica. 
El feminicidio hacia una pareja íntima (FPI), definido como el asesinato de una mujer por una pareja masculina actual o anterior (incluyendo cónyuges legales, parejas de hecho, o novios) es una forma extrema y generalizada de violencia contra la mujer, y representa un grave problema social, de justicia penal y de salud pública. Según la Oficina de Naciones Unidas contra la Droga y el Delito (UNODC), de acuerdo con datos disponibles de 75 países y territorios de todas las regiones del mundo entre 2015 y 2021, los feminicidios perpetrados por una pareja actual o anterior representan un promedio del 65% de todos los feminicidos realizados por alguien en la esfera privada de las mujeres. De acuerdo con este estudio, para las mujeres y niñas en Latinoamérica y el Caribe es particularmente más alta la probabilidad de morir a manos de una pareja o expareja íntima que por parte de otros miembros de la familia.
Resultados empíricos anteriores destacaron que el feminicidio cometido por una pareja íntima actual o expareja es seguido en algunos casos por el suicidio del perpetrador, un fenómeno conocido como feminicidio-suicidio de la pareja íntima (FSPI). Los datos sobre la prevalencia del varían significativamente. Los estudios existentes sugieren que entre el 18,0% y el 40,0% de los agresores que cometen feminicidio hacia una pareja íntima (FPI) se suicidan después.

## Teorías

### En la psicología
Los celos son un fenómeno generalmente desagradable pero a menudo adaptativo, con el deseo subyacente de mantener la relación con la pareja. Los celos han sido estudiados como una emoción que motiva la protección de una relación que se valora,  y en particular los celos románticos han sido concebidos como una reacción afectiva  diseñada específicamente para la protección de vínculos de apego cercanos, y en lo que respecta a las relaciones románticas, es una emoción dirigida a la protección de los vínculos de pareja.Los celos implican un «episodio emocional» entero que incluye una narrativa compleja. Incluye las circunstancias que conducen a los celos, los celos en sí mismos como emoción, cualquier intento de autorregulación, acciones y acontecimientos subsecuentes y, en última instancia, la resolución del episodio.  La narrativa puede originarse a partir de hechos experimentados, pensamientos, percepciones o recuerdos, pero también imaginación, conjeturas y suposiciones. Cuanto más importan la sociedad y la cultura en la formación de estos factores, más pueden tener los celos un origen social y cultural. Por el contrario, los celos pueden ser un «estado cognitivamente impenetrable», en el que la educación y la creencia racional importan muy poco.
Gran parte de la investigación psicológica sobre el desarrollo de los celos se ha enfocado en la relación entre estos y el apego temprano. Por ejemplo, Harris y Darby propusieron un modelo de dos etapas vinculando el apego adulto y los celos, en el que postulan que personas con apego seguro e inseguro difieren en cómo evalúan una amenaza (etapa 1) y en cómo reaccionan ante la amenaza una vez que se ha determinado que otra persona es un rival (etapa 2). Según este modelo, las personas con un apego seguro tienen un umbral más alto para percibir a otra persona como rival (es decir, como amenazante) comparadas con personas con un apego inseguro (ansioso o evitativo) debido a que confían más en sus parejas y tienen menos expectativas de ser traicionadas o abandonadas. En soporte de esta teoría, se ha encontrado que personas con apego seguro anticipan sentirse menos celosos cuando se les presentan escenarios hipotéticos de amenaza y parecen participar menos en conductas de vigilancia de su pareja. Al recordar experiencias reales de celos, los sentimientos de celos de personas con apego seguro parecen ser tan intensos como los de personas con apego inseguro, pero a la vez tales sentimientos tendían a acercar a la pareja con más frecuencia, mientras que personas con apego ansioso tendieron a distanciarse y a suprimir su ira hacia su pareja, lo que podría evitar tener sentimientos adicionales de rechazo. Se ha encontrado asimismo que personas con apego evasivo tienden a actuar agresivamente hacia el rival (y no contra su pareja) y a la vez tratan de inducir celos en su pareja, a pesar de sentir menos ira en general que los otros dos estilos de apego.
Desde la psicología evolucionista se piensa que las estrategias de apareamiento humanas dependen de dos diferencias sexuales fundamentales. En primer lugar, en comparación con los hombres, las mujeres suelen tener mayor inversión parental obligatoria. A la vez, a diferencia de las mujeres, los hombres se enfrentan al problema adaptativo de la incertidumbre de la paternidad (es decir, no estar seguros de que un bebé es realmente su hijo o hija biológico). Como resultado de estas dos circunstancias, se cree desde la psicología evolucionista que hombres y mujeres han evolucionado diferentes estrategias de apareamiento que les permitan maximizar sus oportunidades de pasar sus genes a la siguiente generación, estrategias que explicarían las diferencias entre los sexos respecto a las razones por las cuáles se sienten celos. Según esta aproximación, es más probable que los hombres busquen múltiples parejas sexuales, en particular parejas jóvenes y atractivas (y por lo tanto más fértiles), mientras que es más probable que las mujeres busquen parejas que sean capaces y dispuestas a brindarles los recursos que necesitan para criar a los hijos, así como parejas que sean capaces de establecer y mantener vínculos emocionales profundos con ellas. Desde esta perspectiva, tendría sentido que las mujeres tiendan a experimentar celos al sospechar o descubrir una infidelidad emocional de parte de sus parejas, en tanto esto puede significar que su pareja puede destinar parte de sus recursos a sus otras parejas, en tanto que los hombres tenderían a experimentar más celos ante la infidelidad sexual (o su sospecha), pues ésta los pone en riesgo de criar a un hijo ajeno. 
Una crítica a este modelo evolucionista es la llamada hipótesis del tiro doble (double-shot hypothesis), según la cual, las mujeres se sienten más angustiadas por los celos emocionales porque suponen que si un hombre se involucra emocionalmente con otra mujer, es casi seguro que también se involucrará sexualmente con ella (proporcionando así un «tiro doble» de infidelidad), mientras que los hombres se sienten más angustiados por los celos sexuales porque suponen que si una mujer se involucra sexualmente con otro hombre, probablemente también se involucrará emocionalmente con él (también proporcionando así un «tiro doble» de infidelidad).Asimismo, Edlund y cols. (2019) han ofrecido una explicación alternativa para los celos sexuales masculinos, sugiriendo que son las amenazas a las oportunidades de paternidad (y no la incertidumbre parental) las que parecen ser la raíz de la respuesta de los celos en los hombres,de manera que los hombres se angustian más que las mujeres al perder una oportunidad de reproducción con una pareja potencial o real valiosa. En respaldo de esta hipótesis, se ha encontrado que los celos se evocan particularmente cuando se percibe que la pareja tiene un alto valor de pareja, y también que rivales con un alto valor de pareja evocan relativamente más celos. Por lo tanto, una relación con un tercero implica no sólo el riesgo de incertidumbre sobre la paternidad, pérdida de recursos, aliados, relaciones, estatus y autoestima, sino también, particularmente para los hombres, pérdida de oportunidades reproductivas.
Existen, además, explicaciones culturales o sociales del origen de los celos. Según una de ellas, la narrativa de la que surgen los celos puede estar en gran parte hecha por la imaginación. La imaginación se ve muy afectada por el entorno cultural de una persona. El patrón de razonamiento, la forma en que uno percibe las situaciones, depende en gran medida del contexto cultural. En otros lugares se ha sugerido que los celos son, de hecho, una emoción secundaria como reacción a la insatisfacción de las propias necesidades, ya sean de apego, atención, seguridad o cualquier otra forma de cuidado que se esperaría que surgiera de la relación romántica primaria.

### En la antropología
La psicología evolucionista clásica admite que los celos son un fenómeno universal propio de la especie humana, con diferencias debidas al género de la persona basándose en el supuesto de que la especie ha vivido siempre en contextos de emparejamientos monogámicos, certeza sobre la paternidad y dependencia material y simbólica (alimentación, seguridad, estatus) de la mujer con respecto al varón. Así, los celos de las mujeres deberían estar motivados por la «infidelidad» emocional del varón (una forma de reaccionar a la posibilidad de que el varón deje de ser su proveedor) y los celos del varón, por la «infidelidad» sexual de la mujer (una forma de reaccionar a la posibilidad de estar proveyendo a hijos que no tienen su carga genética)
Peter Van Sommers ofrece una mirada híbrida. Con base en el estudio de primates genéticamente cercanos a los humanos (2% de diferencia en el modelo cromosómico), que no parecen presentar comportamientos celosos, concluye que no hay un imperativo biológico para los celos y que estos son un producto meramente cultural. Pero, el hecho de que en todas las sociedades donde se dan relaciones sexuales «emocionalmente cargadas» se imponen los celos adultos y las dificultades que experimentaron individuos y grupos de nuestra sociedad que intentaron evadirlos, parecen indicar que hay raíces biológicas para los celos
Existen unas pocas etnias en las que existen mecanismos sociales de minimización de los celos. En general son culturas no monogámicas en las que no se le da importancia a la paternidad biológica. 
- Pueblo Canela (Canela Ramkokamekrá y Canela Apanyekrá) en el noreste brasileño. Según William Crocker, hombres y mujeres debían ser generosos con sus bienes y con sus cuerpos. Entre ellos, negar pública o privadamente el deseo sexual de otro era considerado una actitud mezquina antisocial y maligna. Además se destaca que el contacto de estos pueblos con la sociedad occidental y sus artículos industrializados fue cambiando las costumbres y esto trajo aparejado deseos de posesividad sobre estos bienes y celos de los varones sobres las mujeres.[73]
- Mosuo en el sur de China. Según Judith Stacey existen entre los mosuo normas culturales que parecen operar para suprimir la posesividad sexual. Los mosuo sienten celos y envidia pero saben que deben reprimirlos e ignorarlos en aras de mantener la armonía. Para ellos, el amante celoso es ridículo, casi como un ladrón, y la falta de generosidad, es deshonrosa.[74]

## Los celos en la literatura y en las artes

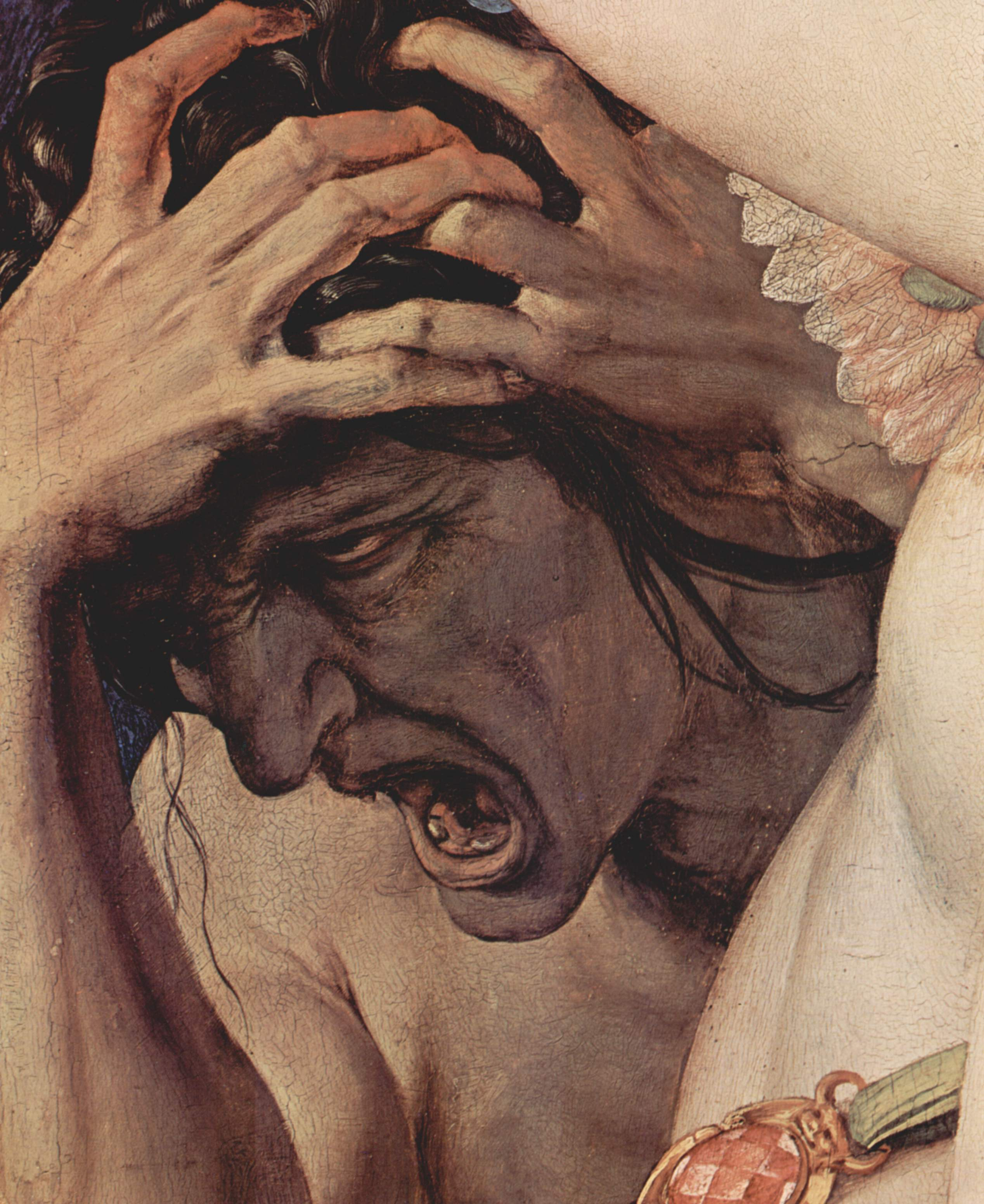
Detalle de la personificación de los Celos en la obra Alegoría del triunfo de Venus de Bronzino.

El tema de los celos es particularmente propicio para la exploración literaria por varias razones, entre las que se inlcuyen el hecho de que sea una emoción humana universal, lo que hace que sea fácil para una persona sentirse identificada con un personaje celoso. Asimismo, en tanto es una emoción poderosa que puede empujar a los personajes a actuar impulsivamente, permite exploraciones de lado oscuro de la naturaleza humana, así como discusiones o disertaciones sobre temas como el amor, la pérdida, la inseguridad, la confianza o el afán de poseer. 
Por razones como estas, los celos se han convertido en uno de los temas más duraderos en la literatura. En este sentido, Harold Bloom afirmó que los celos sexuales «son la más novelística de las circunstancias, tal y como el incesto, de acuerdo con Shelley, es la más poética de las circustancias».Ejemplos de ello incluyen el Otelo de William Shakespeare, en el que el general moro Otelo se ve consumido por «el monstruo de ojos verdes» de los celos hacia su esposa Desdémona. El uso de los celos como tema literario es muy antiguo, y se evidencia en obras tan antiguas como La Epopeya de Gilgamesh, en la que el héroe epónimo se ve consumido por los celos hacia el poder de la muerte cuando su mejor amigo Enkidu fallece.
Quizás el ejemplo más famoso sean los celos destructivos de Shahriar en Las mil y una noches, que precipitan la efusión creativa de Scheherazade. En el Orlando furioso (1516), de Ludovico Ariosto, los celos conducen a tal distorsión del mundo que quien los padece se ve abocado a la locura. La última obra de Shakespeare, El cuento de invierno (1613), trata sobre todo de los celos de Leontes y su esposa supuestamente adúltera. Los celos son un tema central en El celoso extremeño (1613) de Cervantes, y en la novela china del siglo XVIII Sueño en el pabellón rojo. En la novela Le Mannequin d'osier de Anatole France (1897), el esposo traicionado es incapaz de perdonar a sus esposa por su infidelidad y sufre él mismo a raíz de ello el más grande daño. En la novela Don Casmurro de Joaquim Maria Machado de Assis (1899), el protagonista y narrador no puede decir con certeza si su esposa le ha sido infiel sino hasta el final de la historia. La Sonata a Kreutzer (1889) de León Tolstói ofrece una absorbente exploración de los celos, que desde una lectura psicoanalítica han sido entendidos en la obra como una fachada para ocultar una homosexualidad reprimida.El gran Gatsby (1925) de F. Scott Fitzgerald narra la historia de Jay Gatsby, un acaudalado hombre que organiza extravagantes fiestas con el objeto de recuperar el amor de su examante, Daisy Buchanan. Los celos de Gatsby hacia Tom, el esposo de Daisy, constituyen uno de los aspectos principales de la trama de la novela. En La confesión de Lancelot (1977) de Walker Percy, el protagonista descubre la infidelidad de su esposa muchos años después de que haya sucedido y la asesina. 
Como ha señalado Zeichner, desde una perspectiva psicoanalítica, en tanto que la experiencia de los celos es ubicua y universal, es relativamente fácil identificarse con personajes celosos o celados, lo que hace de este un tema popular también en el cine.En su opinión, la mayoría de películas sobre el tema describen a los celos como una fuerza irresistible que controla y destruye las vidas de los personajes mientras está presente.En su revisión del tema en el cine, Zeichner menciona películas con protagonistas femeninas celosas, tales como Play Misty for Me (1971) o Disclosure (1994), y con protagonistas masculinos celosos, tales como Possession (1981) o The Room (2003). Otras películas célebres que tratan con el asunto de los celos incluyen Double Indemnity (1944), Gilda (1946), Él (1953), El imperio de los sentidos (1976), o Eyes Wide Shut (1999), entre muchísimas otras.